# Kururo niebieskawy
Kururo niebieskawy (Spalacopus cyanus) – gatunek gryzonia z rodzaju Spalacopus z rodziny Octodontidae (infrarząd: jeżozwierzokształtne), zamieszkujący suche tereny Chile, na obszarach między 27° i 36°S, od regionu Coquimbo do regionu Maule – zarówno nadbrzeżne niziny jak i zbocza Andów do wysokości 3400 m n.p.m.

## Nazewnictwo
Juan Ignacio Molina w wydanej w 1782 roku Historii natury w Chile dla kururo napotkanego w rejonie Valparaíso używał nazwy Mus cyanus. Na przestrzeni lat kururo niebieskawy było określane kilkoma równoległymi nazwami. W 1832 Johann Georg Wagler opisywał napotkanego „u podnóży Andów” w centralnym Chile gryzonia jako Spalacopus poeppigii. W 1834 Georges Cuvier dla zwierzęcia z rejonu Coquimbo używał określenia Poephagomys ater. Eduard Poeppig w 1835 na wydmach koło Concón widział Psammomys noctivagus, a Oldfield Thomas napotykając kururo niebieskawego w południowym Chile używał określenia Spalacopus tabanus. Dopiero Wilfred Osgood użył w 1943 obecnej nazwy Spalacopus cyanus. Nie było jednak jasności, czy są to oddzielne gatunki lub podgatunki, czy też opisywano to samo zwierzę. Aktualny podział na trzy podgatunki pochodzi z lat 80 XX wieku (Tamayo i Frassinetti 1980; Contreras 1987) i obejmuje: S.cyanus cyanus, S.cyanus poeppigii i S.cyanus maulinus.

### Nazewnictwo łacińskie
Nazwa rodzajowa Spalacopus pochodzi od greckich słów: spalax oznaczającego kreta oraz pous, znaczącego „stopa” i w zamyśle miało podkreślać przystosowanie do życia w norach. Człon cyanus ma korzenie greckie (kyaneos = ciemnoniebieski) i prawdopodobnie odnosi się do połysku futra kururo niebieskawego. Człon nazwy podgatunku S. cyanus poeppigii pochodzi od nazwiska niemieckiego badacza Chile i zoologa Eduarda Poeppiga. Z kolei nazwa podgatunku S. cyanus maulinus wywodzi się od chilijskiego regionu Maule, choć w rzeczywistości podgatunek ten występuje w rejonie regionu Ñuble.

### Nazwakururo
Upowszechniona nazwa „kururo” – hiszp. cururo – ma dwa prawdopodobne znaczenia. Według jednej wersji jest to onomatopeja charakterystycznego „śpiewu” tych zwierząt, a w drugiej pochodzi od słowa curi lub curu co w języku plemienia Mapuche oznacza kolor „czarny”, czyli – być może – wskazuje na ubarwienie tego kururo. Inna teoria mówi o podobieństwie używanych na południowych krańcach Chile słów: cuyu – określającego kururo – oraz cuyul – oznaczającego węgiel drzewny, a zatem również upatruje w nazwie gryzonia aluzję do jego barwy.
W wydanej w 2015 roku przez Muzeum i Instytut Zoologii Polskiej Akademii Nauk publikacji „Polskie nazewnictwo ssaków świata” gatunkowi nadano nazwę kururo niebieskawy, nazwę kururo rezerwując nazwę dla rodzaju tych gryzoni.

## Występowanie
- S.cyanus cyanus Molina, 1782 – centralne Chile – od Caldera (27°S) do Curicó (35°S) oraz od poziomu morza do wysokości 1000 m n.p.m.
- S.cyanus poeppigii, Wagler, 1832 – Andy w  centralnym Chile na wysokości 1500–3400 m n.p.m.
- S.cyanus maulinus Osgood, 1943 – między miastami Cauquenes i Quirihue w regionie Ñuble (najdalej wysunięte na południe Chile skupisko kururo niebieskawego)

Luki w znanej lokalizacji – szczególnie pomiędzy 34°S a 36°S – wynikają raczej z nieudokumentowania występowania niż z faktycznej nieobecności na tym obszarze.

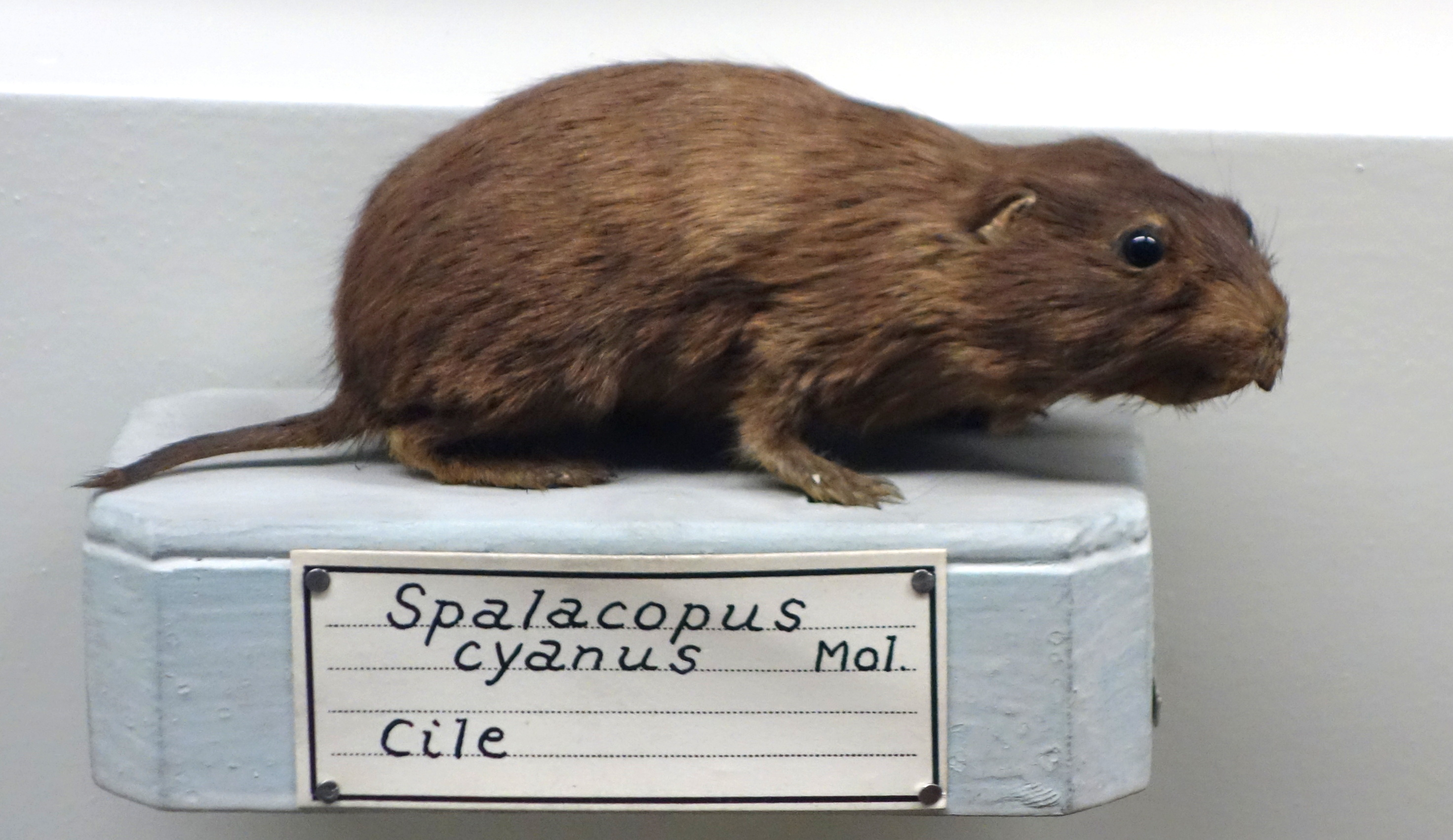
Kururo niebieskawy – eksponat Museo Civico di Storia Naturale di Genova, Genua

## Charakterystyka
Kururo niebieskawe to gryzonie wiodące życie w norach. Cechują się krępym ciałem z dużą głową i krótką szyją. Futro ma barwę ciemnobrązową lub czarną, na łapach przechodzi w ciemnoszare. Kururo niebieskawy ma stosunkowo krótki, gładki ogon. Oczy i uszy małe. Siekacze są długie, szerokie i – co jest wyjątkowe obrębie rodziny koszatniczkowatych – mocno zakrzywione do przodu. Trzonowce mają charakterystyczny kształt na powierzchni żucia są ukształtowane w formie „ósemki”. Stąd w członie łacińskiej nazwy rodziny Octodontidae znajdujemy określenie „octo-”.

### Dane
Kururo niebieskawe żyjące na terenach nizinnych są mniejsze od swoich krewniaków żyjących w wyższych partiach Andów.
| dane                                     | S.cyanus cyanus Molina, 1782 | S.cyanus poeppigii Wagler, 1832 | S.cyanus maulinus Osgood, 1943 |
| ---------------------------------------- | ---------------------------- | ------------------------------- | ------------------------------ |
| samce – średnia długość ciała w mm       | 176                          | 188                             | 172                            |
| samice – średnia długość ciała w mm      | 170                          | 190                             | 167                            |
| samce – średnia długość ogona w mm       | 41                           | 47                              | 39                             |
| samice – średnia długość ogona w mm      | 39                           | 48                              | 38                             |
| samce – tylne łapy – średni wymiar w mm  | 28                           | 30                              | 28                             |
| samice – tylne łapy – średni wymiar w mm | 28                           | 30                              | 26                             |
| samce – uszy w mm (przedział)            | 8–12                         | 10–12                           | 9–11                           |
| samice – uszy w mm (przedział)           | 8–12                         | 8–12                            | 9–12                           |
| samce – masa w g (średnia/przedział)     | 81 (53–105)                  | 105 (69–151)                    | 87 (64–130)                    |
| samice – masa w g (średnia/przedział)    | 73 (43–119)                  | 97 (60–163)                     | 84 (71–102)                    |

## Rozród
Kururo niebieskawy rozmnażają się dwa razy w roku. Samica rodzi 1–3 młode. Małe kururo niebieskawe rodzą się czarne, nagie i ślepe. Oczy otwierają w 10–12 dni od narodzin. Stwierdzono jednak przypadki narodzin kururo z otwartymi oczami i młodą sierścią. Podczas badań prowadzonych na przestrzeni 10 lat w różnych lokalizacjach na populacji 224 osobników stwierdzono, że proporcja płci wynosi średnio 88 samców na 100 samic.

## Życie

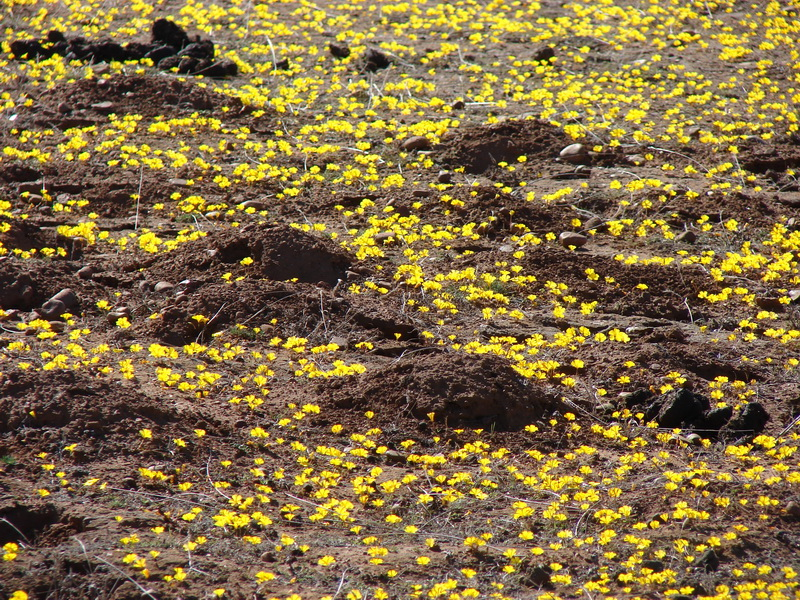
Kopce usypane przez kururo u wylotu z nor – okolice Talinay koło Huentelauqén, region Coquimbo

Kururo niebieskawy zamieszkują bardzo zróżnicowane tereny: od trawiastych terenów górskich w Andach, poprzez suche sawanny porośnięte Acacia caven, po wydmy i piaszczyste lasy na wybrzeżu Pacyfiku. Kururo niebieskawe na wolności żyją w rozgałęzionych norach i rzadko wychodzą na powierzchnię. Obszar, na którym funkcjonuje pojedyncza kolonia, jest stosunkowo mały – wynosi średnio około 40,3 m³. Podziemny kompleks, w którym żyją, składa się z nor połączonych tunelami zagłębionymi od 10 do 12 cm pod powierzchnią ziemi i mającymi średnicę od 5 do 7 cm. Tunele te spełniają funkcję „jadalni”, w których można się skryć i bezpiecznie zjadać przyniesione pożywienie. Drugi, bardziej zagłębiony system korytarzy (40 do 60 cm pod powierzchnią ziemi) jest używany do dłuższych pobytów i z nim łączy się komora gniazda, wyłożona trawami, czasem zamieszkiwana przez chrząszcze kusakowate czy równonogi. Budowanie i naprawianie jest nieustannym, wspólnym zajęciem stada, które zazwyczaj składa się z kilkunastu osobników. Podczas prac ziemnych przy korytarzach jedna kolonia potrafi w ciągu roku wynieść na pryzmy ok. 2,5 m³ wydobytej z tuneli ziemi. Systemy kompleksów poszczególnych stad mogą być ze sobą połączone. Kururo po wyczerpaniu zapasów żywności w okolicy podejmują decyzję o przeprowadzce i budowie nowych nor. Są aktywne w ciągu dnia, choć część zoologów uważa, że ich tryb życia jest raczej nocny.

## Behawior
Kururo niebieskawe żyją w koloniach nie przekraczających zazwyczaj 15 osobników, w skład których wchodzi „rodzina” składająca się z kilku par i ich potomstwa. W codziennej komunikacji często jest stosowany kontakt dotykowy nos-w-nos. Badanie i komunikowanie węchowe obejmuje rejony narządów płciowych, biodra, uda i kark. Poszczególne kolonie rywalizują ze sobą o prawo do władania danym terenem i są w tym zakresie agresywne. Kururo niebieskawe używają moczu jako markera do znaczenia swojego terytorium, a podczas oznaczania przyjmują pozycję, w której podnoszą kończynę oddając mocz na zewnątrz. Podczas niebezpieczeństwa S. cyanus używają charakterystycznych sygnałów dźwiękowych o częstotliwości 0,9–1,2 kHz. Kururo potrafią bez problemu przepłynąć w wodzie krótki dystans, większy zapał do pływania mają S. cyanus maulinus – kururo niebieskawe z populacji w południowej części Chile. Przednie i tylne łapy podczas pływania wykonują dynamiczne ruchy, a nos, oczy i uszy utrzymywane są ponad powierzchnią wody.

## Pożywienie
Kururo niebieskawe są roślinożercami – główne ich pożywienie stanowią bulwy i łodygi rodzimych roślin z rodziny kosaćcowatych: miecznica, Libertia, Alophia. Na terenach nadmorskich zaobserwowano pożywianie się łodygami i bulwami Leucocoryne ixioides. W norach kururo niebieskawych znaleziono także bulwy Rhodophiala z rodziny amarylkowatych. Kururo niebieskawe znoszą pożywienie do nor i tam w bezpiecznym miejscu je spożywają. Okazjonalne dożywianie się kururo poza norą odbywa się jedynie w odległości nie większej od wejścia niż długość zwierzęcia. Podobnie jak niektóre Ctenomys kururo unikają oddalania się od nory. Robią zapasy na okresy zimowe – szczególnie w rejonach, gdzie w okresach zimowych ziemia jest przykryta śniegiem.

## Zagrożenia
Do głównych wrogów kururo niebieskawego należą: ptaki z rodzaju Buteo i myszołowiec towarzyski z rodziny jastrzębiowatych, pustułka amerykańska z sokołowatych, puchacz wirginijski, grizon mniejszy z rodziny łasicowatych i ocelot pampasowy. Na kururo pasożytują glisty Graphidioides yanesi oraz pchły Ectinorus cocyti.